# Stephen Posen
Stephen Posen (* 27. September 1939 in St. Louis, Missouri, USA; lebt in New York City) ist ein US-amerikanischer zeitgenössischer Maler und wichtiger Vertreter des Fotorealismus.

## Leben
Stephen Posen studierte von 1958 bis 1962 an der Washington University in St. Louis und von 1962 bis 1964 an der Yale University in New Haven, Connecticut.
Posen hatte seine erste Einzelausstellung im Jahr 1965 im Palazzo Strozzi in Florenz und 1969 in der O.K. Harris Gallery in New York.
Stephen Posen ist für seine fotorealistischen Öl- und Acrylgemälde bekannt, auf denen er häufig Gegenstände und Ansammlungen von Objekten darstellt, die in eine textile Umhüllung gefasst sind, welche er einschließlich aller Faltenwürfe räumlich täuschend echt wirkend abbildet.
Stephen Posen war mit drei Bildern Teilnehmer der Documenta 5 in Kassel im Jahr 1972 in der bahnbrechenden Abteilung Realismus. Im Jahr 1974 war er auf der Tokio Biennale in Japan vertreten. Er hat bis zum heutigen Tag weltweit Ausstellungen in den bedeutenden Museen und Galerien.